# Culpina
Culpina es una ciudad y municipio de Bolivia, ubicado en la provincia de Sud Cinti al sur del departamento de Chuquisaca. Fue incluido en la segunda sección municipal por Ley del 20 de diciembre de 1960 y se constituyó como capital de Sud Cinti.

## Historia

### Antecedentes prehispánicos
El municipio de Culpina habría sido habitado en la zona de sus valles por la cultura Guaraní y en sus altipampas por la cultura uru-quila. Esta afirmación se deduce de los hallazgos de cerámica que hizo el reverendo Adolfo Bitshi y además por la existencia de familias tupi guaraníes en las riveras del río Pilaya (comunidad de Yuquiporo del distrito 8).

### Época colonial
Durante el siglo XVI los valles de Culpina recibieron a los frailes misioneros, quienes se establecieron en Paspaya, el Fuerte, y el Verano. En el siglo XVII las comunidades de Pilaya y el Salitre se convirtieron en los primeros centros urbanos en los que se intercambiaban productos entre el valle y la altipampa.
El espíritu independentista llegó desde la ciudad de La Plata (Sucre) formándose la resistencia a la cabeza de José Vicente Camargo, quien libró batallas en Yurac Caballo, la Ciénega, Uturungo, la pampa de Culpina y la comunidad de la Cueva. Asimismo el cuarto ejército auxiliar argentino a la cabeza del general Gregorio Aráoz de Lamadrid libró feroces batallas por la liberación del yugo español en las pampas de Culpina.

### Época contemporánea
A finales del siglo XIX la pampa de Culpina fue propiedad de la familia del Conde Tarifa quienes vendieron parte de su territorio a particulares.
El año de 1925 se establece en la pampa de Culpina el Ing. Jose Ortiz con su esposa Elena Patiño, hija del varón del estaño Simón Patiño. Este joven matrimonio visionario y emprendedor fundó una de las más grandes empresas de todo el sur de Bolivia con el nombre de Sociedad Agrícola Ganadera Industrial de los Cintis (SAGIC ).
El latifundio de la SAGIC contaba con alta tecnología agropecuaria para su tiempo; trilladoras, tractores, procesadoras, vehículos de carga, laboratorios químicos, sistema autónomo de energía entre otras.
Toda esta maquinaria de punta estaba dispuesta para la producción a gran escala de alcohol de cebada llamado EL TORO 100% natural y demandado durante décadas en los centros mineros de Potosí y Oruro. 
La SAGIC pudo hacer sostenible dicha producción gracias a la construcción la primera represa en el sur del país, (1935- 1938), monumental obra que costo un millón de libras esterlinas.
Gracias a la represa el “tranque” como le bautizaron los pampeños, estas tierras se transformaron en un vergel con alta productividad agrícola. 
Actualmente la represa permite el riego, por inundación de una gran extensión de la pampa culpineña.
Se podría asegurar que sin sus aguas para riego, Culpina dejaría de producir sus cebollas, ajos, papas, maíces, manzanos, duraznos, peras de agua entre otros.
La SAGIC junto con su represa y su tecnología de punta hizo que se produjera lo mejor en el área pecuaria; ovinos merinos, bovinos Holstein Freshien (Vacas lecheras), porcinos Landrace, Large White, Yorck, equinos de paso, árabes y los famosos caballos percherones de tiro.
Los años dorados de la SAGIC-CULPINA ofrecieron carnes frías, aceite, jabón, y textiles derivados del algodón. El latifundio de la SAGIC-CULPINA se vio afectado directamente por la revolución nacional de 1952, ya que sus terrenos pasaron a manos de los colonos y la producción quedó postergada. Este acontecimiento trascendental en 1a historia nacional y 1ocal fue considerado para unos como el fin de una Culpina productiva y para otros como la liberación del sistema latifundista.
En 1960 por decreto supremo se constituye en Capital de la Segunda Sección de la Provincia Sud Cinti, desde entonces cada 20 de diciembre se festeja un aniversario más de este municipio.

## Geografía
La localidad de Culpina se encuentra a 407 km de la ciudad de Sucre, la capital departamental, y a 172 km de la ciudad de Tarija. El municipio tiene una altitud promedio de 2.970 m s. n. m.
Los límites territoriales del municipio son:
- Al norte con los municipios de Incahuasi y Camargo.
- Al sur con los municipios de San Lorenzo y Entre Ríos en el departamento de Tarija.
- Al oeste con los municipios de Villa Abecia y parte de Camargo.
- Al este con los municipios de Huacareta del departamento de Chuquisaca y Entre Ríos del departamento de Tarija.

## Demografía
De acuerdo con el censo boliviano de 2024, la población del municipio de Culpina es de 14 868 habitantes.
La población disminuyó en una cuarta parte entre 1992 y 2024:
| Año  | Habitantes (municipio) | Fuente |
| ---- | ---------------------- | ------ |
| 1992 | 18.793                 | Censo  |
| 2001 | 17.570                 | Censo  |
| 2012 | 17.661                 | Censo  |
| 2024 | 14.868                 | Censo  |